# Морська інтерферометрія

Схема морського радіоінтерферометра

Морська інтерферометрія — різновид радіоастрономії, який використовує радіохвилі, відбиті від моря, для створення інтерференційної картини. Аналогічний метод в оптиці відомий як дзеркало Ллойда. Методика була винайдена та застосовувалася в Австралії між 1945 і 1948 роками.

## Методика
Радіоантена, розміщена на вершині скелі, реєструє радіохвилі, що надходять безпосередньо від джерела, а також радіохвилі, відбиті від поверхні води. Ці два набори хвиль об'єднуються, утворюючи інтерференційну картину. Відбитий хвильовий фронт проходить додаткову відстань 2h sin(i), перш ніж досягти детектора, де h — висота обриву, а i — кутова висота об'єкта над горизонтом. Він діє як друга антена, розташована на висоті 2h під першою.
Напрямок наведення морського інтерферометра змінюється з обертанням Землі. Оскільки такий інтерферометр складається лише з одного детектора, немає потреби в з'єднувальних кабелях або попередніх підсилювачах. Морський інтерферометр також має вдвічі більшу чутливість, ніж звичайний інтерферометр з такою ж базою. Морська інтерферометрія значно підвищує роздільну здатність приладу у порівнянні з окремим радіотелескопом без морскої поверхні.

## Якість даних
На якість даних, отриманих морським інтерферометром, впливає ряд факторів. Вітрові хвилі на поверхні води та змінна атмосферна рефракція негативно впливають на сигнал. Також слід враховувати кулястість Землі. Ці труднощі можна подолати шляхом тривалих спостережень і калібрування приладу за джерелами з відомим положенням.

## Відкриття
Серед відкриттів, зроблених за допомогою морської інтерферометрії, є те, що сонячні плями випромінюють сильні радіохвилі, і що джерело випромінювання радіохвиль від Лебедя А невелике (менше 8 кутових хвилин у діаметрі). Цим методом було виявлено шість нових джерел, включаючи Центавр A.